# بيل غوديناف
بيل غوديناف (بالإنجليزية: Bill Goodenough)‏ هو لاعب كرة قاعدة أمريكي، ولد في 1863 في واتيرتاون في الولايات المتحدة، وتوفي في 24 مايو 1905 في سانت لويس في الولايات المتحدة.

## وصلات خارجية
- بيل غوديناف على موقعبيزبول رفرنس.كوم (الدوري الرئيسي) (الإنجليزية)
- بيل غوديناف على موقعبيزبول رفرنس.كوم (الدوري الثانوي) (الإنجليزية)